# Farlowella gracilis
Farlowella gracilis (Фарловелла струнка) — вид риб з роду Farlowella родини Лорікарієві ряду сомоподібні. Інша назва «сомик-голка».

## Опис
Загальна довжина сягає 25,5 см. Голова і тулуб дуже тонкі й витягнуті. Ніс довгий, витончений, на кінці куляподібне потовщення. Очі невеличкі. Рот являє собою присоску. Спинний, грудний, анальний плавці трикутної форми, великі, добре розвинуті. Хвостове стебло дуже тонке і довге. Хвостовий плавець нагадує роздвоєний батіг, завершується подовженими нижньою і верхньою лопатями, крайні промені ниткоподібні.
Спина сіра, боки бежеве, прикрашені нечіткими плямами. Черево сіре або жовтувате. Від кінчика носа до лопатей хвостового плавця проходить темна смуга. На плавцях є окремі темні плямочки. Самиці блідніші за самців.

## Спосіб життя
Демерсальна риба. Зустрічається в річках зі швидкою течією і непрозорими водами на кам'янистих ґрунтах. Вдень ховається в укриттях. Активна в присмерку та вночі. Живиться переважно водоростями, рідше дрібними водними організмами.
Статева зрілість настає у 1,5-2 роки. Самиця відкладає ікру на відкритій місцині, чіпляючи до каміння та іншої поверхні. Самець піклується про кладку. У 2 місяці мальки починають годуватися як дорослі.

## Розповсюдження
Мешкає у басейні річки Какета та нижній частині річки Амазонка.